# Samantha Castillo
Samantha Castillo (Caracas, 12 marzo 1980) è un'attrice venezuelana.

## Biografia
Ha cominciato a recitare a 15 anni, lavorando principalmente in teatro. Ha interpretato il ruolo di Marta nel film Pelo malo di Mariana Rondon (vincitrice del Concha de Oro al Festival internazionale del cinema di San Sebastián). È stata anche premiata come migliore attrice al Torino Film Festival 2013, al Festival du nouveau cinéma di Montréal e al Festival de Cine Iberoamericano 2014.
In Italia ha girato il suo secondo film, Le badanti (The Caretakes) di Marco Pollini con Anna Jimskaya, Nadiah m Din, Pino Ammendola, Giorgio Ariani, Alessandro Bressanello, Stella Maris e Cristina Chiaffoni, presentato alla 71ª Mostra internazionale d'arte cinematografica di Venezia nel 2014.

## Filmografia
- Pelo malo (Bad Hair) regia di Mariana Rondon (2013)
- Le badanti (The Caretakes) regia di Marco Pollini (2015)